# Diego de Pantoja
Diego de Pantoja (Valdemoro, abril de 1571 - Macao, 9 de julio de 1618) fue un misionero católico español perteneciente a la Compañía de Jesús (jesuita) que desarrolló su labor apostólica en China.
Diego de Pantoja fue uno de los colaboradores más cercanos de Matteo Ricci, el introductor del cristianismo en China, con el que viajó desde Nankín hasta la corte de Pekín en el año 1600. Pantoja contribuyó de manera destacada a la mejora del conocimiento que había en el mundo occidental sobre China y también desempeñó un papel importante en el desarrollo de la tecnología y la cartografía chinas. Del total de 21 años que vivió en el país asiático, pasó 17 en la capital Pekín, hasta que en 1617 fue expulsado como consecuencia de las crecientes tensiones entre la corte imperial china y los misioneros católicos. Falleció en Macao a los 47 años de edad.

## Nombre
En China, Diego de Pantoja adoptó el nombre chino 龐迪峨 (en chino tradicional, chino simplificado: 庞迪峨, pinyin: Páng Dí'é), también escrito como 龐迪我 (庞迪我, Páng Díwǒ), en el que tomó la primera sílaba de su apellido y las dos primeras sílabas de su nombre de pila para formar un nombre de estilo chino, con un apellido monosilábico inicial seguido de un nombre de dos sílabas. Diego De Pantoja utilizó también un nombre de honor o cortesía: 順陽 (顺阳, Shùnyáng). En algunas fuentes, su nombre aparece también como Didace de Pantoja, utilizando una versión francesa de "Diego".

## Biografía

### Infancia y juventud
Diego de Pantoja nació en la localidad española de Valdemoro (actualmente en la provincia de Madrid) en abril de 1571. Su partida de bautismo fechada el 24 de abril de ese año dice:

Bautismo de Diego, hijo de Diego Sánchez, yerno de Miguel de Gonzalo y de su mujer Mariana Pantoja. Fueron su padrino el señor licenciado Francisco Pantoja, hermano de la madre del niño y madrina Gerónima Pantoja, su hermana. Estuvieron presentes el señor Miguel de Gonzalo y Francisco de Pantoja.

En la época en que nació Pantoja, la Compañía de Jesús había tenido una gran expansión, en la cual se habían fundado numerosos colegios en España y otros países. En estos colegios jesuitas se daba formación a los futuros miembros de la orden. Ya en 1566 se había fundado la Casa Profesa de Toledo, escuela jesuita en esa ciudad castellana, de cuyo arzobispado dependía entonces la localidad natal de Diego de Pantoja, Valdemoro. También en Alcalá la orden poseía ya un Colegio donde ofrecía clases a candidatos a la Compañía de Jesús y otros jóvenes. A la edad de 14 años, Diego fue enviado por su familia a estudiar a la Universidad de Alcalá y allí tuvo ocasión de conocer a los jesuitas. Atraído por la nueva forma en que éstos ponían a dialogar pietas y eruditio, el joven Diego de Pantoja fue al noviciado de Villarejo de Fuentes (Cuenca) el 6 de abril de 1589 para comenzar su formación como jesuita. Después de unos años se halló de nuevo en Alcalá para acometer sus estudios de teología.
En Alcalá, Diego de Pantoja entabló una relación muy estrecha con el superior de la comunidad Luis de Guzmán (1546 - 1605), que estaba escribiendo la Historia de las misiones de la Compañía de Jesús en la India Oriental, en la China y Japón. Allí, Diego de Pantoja tuvo acceso a un libro sobre China, casi con toda seguridad Historia de las cosas más notables, ritos y costumbres del gran reino de la China (1586), de Juan González de Mendoza, el primer libro en español sobre China. La Compañía de Jesús fue la orden religiosa que más empeño puso en el objetivo de la evangelización del Oriente, y precisamente de Toledo procedían algunos de los primeros misioneros españoles que pusieron pie en China, como Martín de Rada, que había estado en Fujian en 1575 y escribió un libro sobre China. Otro toledano que contribuyó al conocimiento de China en el mundo Occidental fue Juan Cobo, que estudió la lengua china y vertió al español el Espejo del claro corazón, la primera obra traducida del chino a una lengua occidental. Un ejemplar de esta traducción fue ofrecido al rey Felipe II en 1588.

### Viaje a China
Bajo la inspiración del superior de la casa de Alcalá, Luis de Guzmán, que deseaba tener más información sobre el Oriente para completar su obra sobre las misiones, Diego de Pantoja decidió partir hacia China para colaborar allí en la labor misionera de la que habían sido pioneros Francisco Javier y Matteo Ricci. El 10 de abril de 1596, Pantoja embarcó en Lisboa en un barco con rumbo a Goa, colonia portuguesa en la India. En el barco viajaba un grupo de dieciocho jesuitas, entre los cuales, además del propio Pantoja, se encontraba el italiano Nicolò Longobardi, que también se dirigía a China. El 25 de octubre de 1596, el barco llegó a Goa. Allí, Diego de Pantoja pasó varios meses esperando embarcar hacia China. El 23 de abril de 1597, embarcó junto con Longobardi y otros jesuitas, encabezados por Alessandro Valignano y por Emmanuele Dias, en dirección a Macao.
La llegada a Macao se produjo el 20 de julio de ese mismo año. Diego de Pantoja pasó dos años en la colonia portuguesa mejorando su formación en teología, en el Colegio de San Pablo, cuyo rector era el ya mencionado Emmanuele Dias. Desde Macao, los jesuitas controlaban las operaciones de las misiones en el Extremo Oriente y tenían sumo cuidado en la designación de misioneros para viajar a los distintos territorios que eran prioritarios en la labor apostólica. En el mes de julio de 1598, Pantoja fue designado para viajar a Japón, pero el plan fue cancelado debido a las persecuciones contra los cristianos que se estaban produciendo en ese país. Finalmente, Pantoja fue elegido por Dias para viajar a China y reunirse con Matteo Ricci. La misión era difícil, ya que la dinastía Ming prohibía la entrada de extranjeros en el territorio chino. Matteo Ricci había entrado de manera furtiva muchos años antes y, tras una visita desafortunada a Pekín, donde no se le había permitido permanecer, se estableció en la ciudad de Nankín, la "capital del sur", desde donde preparaba un plan para volver a la corte pekinesa con obsequios para el emperador. Con el fin de reunirse con Ricci y colaborar en su nuevo intento de viajar a Pekín, Diego de Pantoja y el italiano Lazzaro Cattaneo, que ya había estado en Nankín junto a Ricci, entraron de manera clandestina en China en el año 1599, aprovechando una feria en Cantón (Cantón), donde llegaron infiltrados como parte de una delegación comercial portuguesa.

### El encuentro con Matteo Ricci en Nankín y el viaje a Pekín
Tras separarse de los comerciantes portugueses consiguiendo la entrada clandestina en el país, Cattaneo y Pantoja emprendieron viaje hacia el norte para reunirse con Matteo Ricci en la ciudad de Nankín. En una ruta que los llevó por las ciudades de Nanchang y Hukou (en la actual conurbación de Wuhan), los dos misioneros llegaron finalmente a Nankín en marzo de 1600. Allí lograron su propósito de reunirse con Matteo Ricci, al que llevaron dinero y regalos para ofrecer al emperador Ming en la visita a Pekín que Ricci llevaba ya años planeando. Si bien Nankín, en su condición de antigua capital imperial y como centro comercial del río Yangzi era una de las grandes ciudades de China, de enorme relevancia en la vida política y cultural del país, Ricci consideraba que en un Estado fuertemente centralizado como la China Ming, el elemento clave para lograr la conversión masiva de la población al catolicismo consistía en lograr la conversión de la clase dirigente, empezando por el propio emperador. Para llevar a cabo el viaje hasta Pekín, a través del Gran Canal, los jesuitas europeos consiguieron ganarse el favor de los mandarines de Nankín, que veían con buenos ojos el patrocinio de una visita a la corte por parte de los extranjeros que deseaban agasajar con regalos exóticos al emperador. Zhu Shilin, funcionario de Nankín al que Ricci regaló un prisma óptico, objeto desconocido en China, se encargó de escribir las cartas de recomendación para el emperador y de poner al servicio de la expedición europea una flota de seis barcos, dirigida por el eunuco Liu, antiguo siervo de Zhu Shilin. Junto con Ricci y Pantoja viajaban también dos jesuitas chinos, Zhong Minren (Sebastián Ferdinando) y You Wenhui (Emanuele Pereira), que formaban parte de la comunidad de conversos al cristianismo que había surgido en torno a la presencia portuguesa en Macao.
El viaje de los europeos por el Gran Canal despertó la curiosidad de la población local de los puertos que visitaban en su trayecto hacia el norte. El 3 de julio de 1600 llegaron al puerto de Linqing en la provincia de Shandong, desde donde se dirigieron a Tianjin. Sin embargo, aún tendrían que esperar hasta enero de 1601 para recibir la invitación de visitar la corte del emperador.

### Con Matteo Ricci en Pekín
Diego de Pantoja llegó a Pekín junto a Matteo Ricci el 24 de enero de 1601. A pesar de la prohibición oficial que impedía a los extranjeros entrar legalmente en la China Ming, la idea de Ricci de que el ofrecimiento de regalos al emperador les permitiría poder quedarse en la corte tuvo éxito. El exotismo de los regalos despertó la curiosidad del propio Emperador Wanli, que recibió las ofrendas en su palacio. Estos regalos incluían un mapamundi, una biblia, un clavicordio, retratos de Jesucristo y la Virgen María, un grabado al aguafuerte de San Lorenzo de El Escorial y dos relojes. Precisamente serían los relojes los artilugios que más impresionaron al emperador, que ordenó a cuatro de sus eunucos que aprendieran a darles cuerda. A otros cuatro eunucos de la corte, músicos, se les ordenó que aprendieran cómo tocar el clavicordio, instrumento musical desconocido en China, precisamente bajo la instrucción de Diego de Pantoja.
Gracias a esa gran aceptación de los regalos ofrecidos, Ricci y De Pantoja lograron su objetivo de poder instalarse de manera permanente en la ciudad de Pekín. Aunque el emperador no llegó a firmar un permiso formal, los eunucos les comunicaron que podían permanecer en la ciudad, e incluso que la corte les daría un subsidio mensual de ocho ducados de oro. Los jesuitas llegarían incluso a adquirir el derecho de entrar hasta cuatro veces al año en la Ciudad Prohibida de Pekín, la residencia imperial, a raíz de una avería en los relojes, el regalo predilecto del emperador, que los eunucos no habían logrado reparar. A pesar de todos estos privilegios, el Emperador Wanli nunca llegaría a entrevistarse en persona con los jesuitas europeos, pues se consideraba indigno de un emperador el contacto directo con personas ajenas al círculo de concubinas y eunucos de la corte. La curiosidad del emperador por conocer el aspecto físico de De Pantoja y Ricci hizo que encargara a dos pintores de la corte que hicieran dos retratos de Matteo Ricci y Diego de Pantoja, única referencia visual del aspecto de los europeos que llegó a tener el emperador.
Los jesuitas europeos acabarían fijando su residencia definitiva en una casa en el sur de la ciudad, a la que se conocería como la "Residencia del Sur". Desde allí, Matteo Ricci y Diego de Pantoja llevarían a cabo una intensa labor de promoción del cristianismo en la región de Pekín, que llevaría a un crecimiento de la comunidad cristiana en la capital china. Al principio De Pantoja y Ricci eran los únicos europeos en Pekín, pero más adelante se les uniría el padre portugués Gaspar de Ferreira, al que seguirían otros jesuitas italianos y portugueses. La Residencia del Sur llegaría a albergar a seis italianos y seis portugueses junto con De Pantoja, el único español. Además, el crecimiento del número de conversos chinos hizo que empezara a desarrollarse un clero local, que facilitaba la labor religiosa de los misioneros europeos.
Poco se sabe de la relación personal entre Matteo Ricci y Diego de Pantoja. Ricci se refirió a De Pantoja en varios de sus escritos, en general elogiando el trabajo del español. Existe, sin embargo, una carta escrita por Ricci al padre Claudio Acquaviva, general de la Compañía de Jesús en Roma, en la que aquel critica con severidad a su compañero español:

Tenemos aquí un compañero, el padre Diego de Pantoja, a quien el Padre Visitador [Alessandro Valignano] declaró hace dos años como "digno de la profesión de los cuatro votos", que se ha comportado mal. Los hermanos jesuitas y los seminaristas de esta Misión llegan incluso a opinar que carece de virtud y de sensatez, y creo que tiene que sentir vergüenza, puesto que ya ha trabajado junto a mí por espacio de cinco o seis años.
Matteo Ricci, carta a Claudio Acquaviva.

Esta crítica muestra que la relación entre Ricci y De Pantoja no era todo lo cordial que podría parecer a tenor de otros escritos. En su libro sobre Diego de Pantoja, Zhang Kai interpreta esa rivalidad como resultado de la agitación política en ese año de 1606, en el que el rey español Felipe II contemplaba la idea de conquistar China desde Filipinas, siguiendo la propuesta del gobernador español de este archipiélago asiático, Francisco de Sande. Los planes militares españoles provocaban la desazón de los misioneros italianos en Asia, alarmados ante la posibilidad de una guerra entre China y España. Las discrepancias con la Corona española, según Zhang Kai, podrían explicar el aparente distanciamiento entre el italiano Ricci y el español Diego de Pantoja. Esas críticas aisladas de Ricci contrastan, sin embargo, con otras cartas del propio Ricci o con el informe para la Santa Sede escrito por Gaspar Ferreira en 1607, en el que decía:

El padre Pantoja sembró semillas en aquellos lugares, que hoy están floreciendo y dando frutos. Ahora solo nos queda cosecharlos.

Matteo Ricci falleció en Pekín el 11 de mayo de 1610 y Diego de Pantoja se encargó de solicitar al emperador la concesión de un terreno en Pekín en el que dar sepultura a Ricci. Gracias a la habilidad diplomática de Diego de Pantoja y a sus contactos y conocimiento de la burocracia china, De Pantoja consiguió que el emperador chino tuviera el gesto insólito de aceptar el entierro de un extranjero en suelo pequinés. El terreno correspondía a un templo local, que fue cerrado por orden imperial y cedido a los jesuitas como residencia permanente. Allí Matteo Ricci recibió un entierro solemne. Esto reforzó la posición de la misión jesuita en Pekín a la vez que servía también al emperador para demostrar su benevolencia, incluso con los extranjeros.

### Diego de Pantoja y la política de adaptación
La estrategia de los misioneros jesuitas para la evangelización de China tenía su fundamento en la "política de adaptación" por la que había abogado ya Francisco Javier, el estrecho colaborador del fundador de la Compañía de Jesús, Ignacio de Loyola. Francisco Javier había visitado India y Japón y falleció en una islita frente a la costa de China, hoy bajo administración de Taiwán. Francisco Javier defendía la idea de que la difusión del catolicismo en Asia debía hacerse por medios pacíficos y acercando la fe y la liturgia católicas a las costumbres y tradiciones orientales. Frente a esta visión original de los jesuitas, que continuarían Ricci y Pantoja, hubo también religiosos que abogaron por la conquista militar de China, respaldando los planes, nunca consumados, del gobernador español en Filipinas. Incluso muchos religiosos que defendían la introducción pacífica del cristianismo en China rechazaban, sin embargo, esta política de adaptación empleada por Ricci y Pantoja. Estos habían adoptado modos de vestir propios de los letrados chinos y presentaban la doctrina cristiana como una creencia compatible con la ética confuciana. Además, Ricci había acuñado como traducción china de "Dios" el nombre Tiānzhǔ (天主, "Señor del Cielo"), al que identificaban con Shàngdì (上帝), una antigua deidad de las primeras dinastías chinas. Esta manera de presentar el cristianismo como una combinación de moral confuciana y adoración de Shàngdì había permitido una rápida expansión del cristianismo en China, pero era rechazada por muchos religiosos europeos en Asia, que creían que el cristianismo debía ser presentado como una creencia que refutaba cualquier sistema religioso o moral previo, y que el nombre de Dios solo podía representarse en chino mediante una adaptación fonética del "Deus" latino, y nunca adoptando el nombre de una deidad local. Este debate, en aquellos momentos limitado a la comunidad jesuita en Asia, se mantendría abierto durante mucho tiempo y acabaría extendiéndose a la jerarquía católica, dando lugar a la famosa disputa de los ritos, que varias décadas más tarde acabaría en la prohibición de los llamados "ritos chinos" por parte de la Santa Sede.
Tras la muerte de Ricci, los principales defensores de la política de adaptación eran Diego de Pantoja y Alfonso Vagnoni, que dirigía la misión católica en Nankín. Al otro lado del debate se encontraban Sabatino de Ursis y Niccolò Longobardi. El papel de este último sería muy importante, pues tras la muerte de Ricci se convirtió en el Superior de la Misión China y criticó abiertamente la política de adaptación.
Pese a la incomprensión y las críticas de Longobardi, Diego de Pantoja se mantenía fiel al modelo de catolicismo que le había permitido atraer a muchos chinos a la conversión. El ejemplo más representativo de la política de adaptación es la obra más importante en chino de Diego de Pantoja: el Tratado de los siete pecados y virtudes (七克大全, Qī Kè Dàquán). En esa obra, publicada en Pekín en 1614, Diego de Pantoja presenta los siete pecados capitales del cristianismo y las correspondientes virtudes, pero lo hace de una manera en que las virtudes coinciden o refuerzan las virtudes clásicas de la ética confuciana, como la benevolencia o el respeto. Además, Pantoja ataca las doctrinas budistas, como la reencarnación, en una época en que el budismo, de origen indio, era aún percibido por las clases dirigentes como una doctrina depravada. Este sesgo confuciano y antibudista hizo que la obra fuera elogiada por muchos letrados de la corte pekinesa, y sirvió a Diego de Pantoja para reforzar el prestigio del catolicismo entre la clase dirigente y para lograr muchas conversiones entre los eruditos que compartían la visión negativa del budismo y la idealización del confucianismo que reflejaba la obra de Diego de Pantoja sobre los pecados y virtudes cristianos.

### Expulsión de Pekín y viaje a Macao
La postura de Niccolò Longobardi contraria a la política de adaptación se tradujo en una actitud mucho más activa por parte de la misión católica en Nankín. Longobardi hizo imprimir textos en los que se exponía la incompatibilidad entre el cristianismo y la moral confuciana. Además, se instaba a los conversos chinos a que rechazaran las prácticas rituales tradicionales como el culto a los antepasados. Esta actitud proselitista mucho más visible, que contrastaba con la discreción con la que llevaban sus actividades los misioneros de Pekín, comenzó a despertar los recelos de la clase dirigente de Nankín, y empezaron a oírse voces críticas con la presencia extranjera.
Esta animadversión creciente entre la clase funcionarial hacia los extranjeros de Nankín se refleja en un escrito firmado por el funcionario local Shen Que. Bajo el título Memorial de acusación a los bárbaros venidos de lejos, Shen Que se dirigía públicamente al Emperador Wanli para acusar a los europeos de arrogancia, por osar equiparar su cultura a la gloriosa dinastía Ming, y de corromper a la población local con ideas contrarias a la moral tradicional. Tras exponer estas acusaciones, Shen Que rogaba al emperador que se juzgara a los cristianos por sus delitos, que se castigara a los que fueran hallados culpables y que se expulsara de China al resto de extranjeros. La difusión de la diatriba anticristiana de Shen Que puso en dificultades a la comunidad cristiana china. Uno de los más estrechos colaboradores de Diego de Pantoja, el converso chino Xu Guangqi escribió un texto en el que rechazaba las acusaciones de Shen Que e incidía en la idea ya publicada por Pantoja en el Tratado de los siete pecados y las siete virtudes en el sentido de que el cristianismo reforzaba los principios éticos confucianos y corregía las desviaciones del budismo.
Sin embargo, el texto de Shen Que continuó ganando difusión y se publicó en la "Gaceta Oficial" de la corte Ming, un ejemplar de la cual llegó a las manos del propio Diego de Pantoja en Pekín, que se alarmó al darse cuenta de las dimensiones que estaba adquiriendo la protesta contra los extranjeros católicos. Junto a Sabatino de Ursis y otros religiosos, preparó un escrito, Refutación, en el que rechazaba punto por punto las acusaciones de Shen Que. Pantoja defendía que su entrada junto a Ricci en el país había sido legítima, siempre con el acuerdo de autoridades locales, pues una de las acusaciones principales de Shen Que se centraba en la ilegalidad de la entrada de los misioneros europeos en suelo chino. Además, Pantoja aseguraba que los católicos habían respetado siempre la autoridad del emperador y que los católicos eran súbditos leales del imperio Ming. Este escrito insistía, una vez más, en la idea del cristianismo como extensión y complemento de la moral confuciana. A Nankín se enviaron ejemplares de la Refutación para que los católicos chinos pudieran argumentar su defensa, dado lo crítico de la situación en la antigua capital del sur.
Pese a estos intentos de defensa, el ímpetu del movimiento anticristiano era ya imparable, y el 31 de agosto de 1616 la residencia católica en Nankín fue ocupada por las autoridades. Los miembros de la comunidad jesuita fueron interrogados y a los dos extranjeros, Alfonso Vagnoni y Álvaro de Semedo, se les comunicó que serían expulsados de China. Los otros dos extranjeros que vivían en la residencia de Nankín, Longobardi y Giulio Aleni, habían abandonado la ciudad unos días antes, Aleni con dirección a Hangzhou, donde había una importante comunidad católica, y Longobardi en dirección a Pekín, donde debía reunirse con Pantoja y Ursis para preparar una estrategia de defensa ante la crisis. Se enviaron copias de la Refutación y del escrito de Xu Guangqi a las diversas comunidades católicas a la vez que intentaban comunicarse con el emperador. Sin embargo, estos esfuerzos serían vanos. Shen Que redactó otros dos escritos de acusación contra los cristianos y finalmente el Emperador Wanli decretó que se expulsara a Diego de Pantoja, a Sabatino de Ursis, a Alphonse Vagnoni y a Álvaro de Semedo. Estos dos últimos sufrieron castigos corporales y fueron enviados a la ciudad sureña de Cantón, en la que fueron encarcelados. El edicto del emperador fue más benévolo con Diego de Pantoja y Sabatino de Ursis, debido al aprecio que se les tenía por sus conocimientos técnicos, y se les dejó viajar libremente al sur, hasta Macao la colonia portuguesa desde la que habían entrado en China.
En su viaje hacia el sur, Pantoja y Ursis pasaron por Nankín, Hangzhou y Cantón, donde fueron encerrados por las autoridades locales junto a Vagnoni y a Semedo. No se conocen bien los detalles de la salida definitiva de Cantón. Según algunas fuentes, los cuatro jesuitas pasaron allí siete meses encarcelados hasta que fueron definitivamente expulsados a Macao.
En Macao, Diego de Pantoja completó la Segunda parte de la verdadera doctrina de Dios (天主實義續篇, Tiānzhǔ shí yì' xù piān), continuación de La verdadera doctrina de Dios de Matteo Ricci. Allí, en la entonces colonia portuguesa, cayó enfermo. Falleció el 9 de julio de 1618.

## Contribuciones de Diego de Pantoja al conocimiento de China en Europa
Diego de Pantoja defendía como Ricci la política de adaptación, de acuerdo con la cual el cristianismo debía abrazar los modos culturales de otros pueblos. Pantoja se dedicó al estudio de la lengua china y de los textos clásicos chinos y vestía, como Ricci, según las costumbres de los letrados chinos. En 1602, Pantoja escribió una larga carta al provincial de Toledo Luis de Guzmán, conservada en la Biblioteca Nacional de Madrid. En esa larga epístola, Pantoja ofrecía todo un tratado sobre la geografía, la historia, el sistema de gobierno y la cultura de China. La carta acabaría siendo difundida en España en 1604 y pronto traducida al francés, alemán, latín e inglés. Ese escrito de Diego de Pantoja constituyó en su momento una de las más completas descripciones de China escrita por un europeo. La carta de Diego de Pantoja corregía también muchos errores de los europeos como, por ejemplo, la latitud de Pekín o la posición de la Gran Muralla, así como la distancia entre el sur de China y Pekín.
Además, Pantoja y Ricci fueron los primeros en comprobar que el nombre "Catay", el exótico país oriental descrito en los relatos de Marco Polo, correspondía realmente a China y que la capital "Cambaluc" era precisamente Pekín. Los nombres utilizados en chino eran totalmente diferentes de los que aparecían en los relatos de Marco Polo, pero al conversar con mercaderes mongoles y persas de una de las caravanas que cada cinco años llegaban a Pekín desde Asia Central para ofrecer los tributos exigidos por la corte Ming, Pantoja y Ricci descubrieron que los mongoles y los persas se referían a China y a Pekín con nombres similares a los "Catay" y "Cambaluc" de Marco Polo. Este descubrimiento de Ricci y Pantoja contradecía las publicaciones europeas sobre geografía del Oriente, en las que aún aparecían Catay y China como dos países diferentes. Algunos jesuitas en la India dudaban de que realmente Catay y China fueran el mismo país. El jesuita portugués Bento de Goes fue enviado por ruta terrestre desde la India en busca de Catay. Goes confirmó finalmente que el Catay de Marco Polo no existía como país entre la India y China, sino que realmente era el mismo país que China. La primera mención por escrito al hecho de que China era el mismo país que el Catay de marco Polo aparece en la carta de Diego de Pantoja a Luis de Guzmán, hecha pública en Valladolid en 1604, once años antes de que se publicaran en Alemania los diarios de Matteo Ricci que mencionaban el mismo hecho. Puede afirmarse por tanto que fue la carta de Diego de Pantoja la primera en revelar a los europeos la inexistencia de Catay.
También fue importante la contribución de Diego de Pantoja al desarrollo de un sistema de transcripción del chino al alfabeto latino, que había comenzado Matteo Ricci en 1605, y que culminaría Nicolas Trigault en 1623. El propio Trigault, en el prefacio de su diccionario fonético, reconocía su deuda con Matteo Ricci, Lazzaro Cattaneo y Diego De Pantoja. Otro jesuita, el alemán Athanasius Kircher atribuía su comprensión de la fonética del chino a las explicaciones de Diego de Pantoja en los cinco tonos de la lengua.

## Contribuciones de Diego de Pantoja al desarrollo tecnológico en China
Durante su estancia en Pekín, Diego de Pantoja dirigió la fabricación de relojes solares al modo europeo, que tendrían un gran éxito, pues eran mucho más precisos que los relojes tradicionales chinos. Precisamente la mayor capacidad de medir el tiempo y de predecir eclipses de los jesuitas europeos serían tal vez el factor principal en su prestigio en la corte. Pantoja colaboró con el erudito chino Sun Yuanhua en la redacción del "Libro ilustrado sobre el reloj de sol" que contribuyó a una mejora del conocimiento técnico en China sobre la fabricación de relojes y la medida del tiempo, avances tecnológicos que se aplicarían a las reformas del calendario oficial.
Diego de Pantoja emprendió también la redacción de un tratado sobre geografía mundial, basado en una obra europea, que no había acabado aun cuando fue expulsado de Pekín en 1617. En el momento en que supo que tendría que abandonar Pekín, dejó sus manuscritos junto a la puerta Daming de la Ciudad Prohibida. Estos manuscritos serían copiados y transmitidos entre los círculos letrados de Pekín y finalmente el también jesuita Giulio Aleni se encargaría de retomar el trabajo de Pantoja y completar la obra, publicada en 1623 bajo el título El mundo fuera de China. La obra constaba de cinco volúmenes: "Asia", "Europa", "África", "América y Australia" y "Los cuatro mares". Particularmente extensa era la parte dedicada a España en el segundo volumen, en la que se describía la monarquía y los colegios de Salamanca y Alcalá de Henares.

## Obra
Las siguientes obras en chino están atribuidas a Diego de Pantoja.
- Tratado de los siete pecados y virtudes (七克大全 qī kè dàquán)
- 人類原始
- 龐子遺銓
- 天主實義續編
- 天神魔鬼說
- 受難始末
- 辨揭